# Mr. Big (Britse band)
Mr. Big is een Engelse poprockband die actief was van 1972 tot 1978 en van 1990 tot 1998. Aan het eind van de jaren 60 speelden ze onder de naam Burnt Oak. In 1972 kondigde hun manager ze bij een optreden in de Marquee Club in Londen aan als Mr. Big, in plaats van Burnt Oak. Het werd hun definitieve naam. Van 1972 t/m 1976 bestond de groep uit de leden Dicken (gitaar, zang), Peter Crowther (bass), John Burnip (drums) en Vince Chaulk (drums). In 1976 kwam Eddie Carter (gitaar, zang) bij de band. In 1977 nam John Marter de plaats van Burnip, die persoonlijk assistent van de groep werd, over.
Het eerste album dat de groep in 1975 uitbracht was Sweet Silence. In november dat jaar traden ze op tijdens de A Night at the Opera-tour van Queen. In Nederland had de groep 1 hit, namelijk Romeo. Het bereikte de 24e plaats in de Nationale Hitparade in 1977 en stond 3 weken genoteerd. Feel like calling home kwam tot nr. 35 in de Engelse hitlijst. In 1978 hield de bandleden ermee op. Ze voelden zich overschaduwd door de muziekstromingen punk en new wave.
In 1990 vormde Dicken de groep Mr. Big UK. In 1998 liet de groep het achtervoegsel UK weg. Alhoewel Dicken een proces had kunnen aanspannen tegen de Amerikaanse groep Mr. Big, heeft hij het nooit gedaan. De naam was door de groep geregistreerd in 1973.
In 2011 bracht de groep een nieuw album uit: Bitter streets. Daarop staat opnieuw het nummer Romeo, maar dan in een nieuwe versie.

## NPO Radio 2 Top 2000
| Nummer met noteringen in de NPO Radio 2 Top 2000 | '00  | '01  |
| ------------------------------------------------ | ---- | ---- |
| Romeo                                            | 1791 | 1913 |

1. ↑  Een vetgedrukt getal geeft de hoogste notering aan.
2. ↑  2000 was het eerste jaar met een notering voor dit nummer.
3. ↑  Deze tabel is bijgewerkt tot en met de laatste editie (2024).